# 타이베이역
타이베이역(중국어 정체자: 台北車站, 한어 병음: Táiběi Chēzhàn, 웨이드-자일스: Tai2pei3 Che1chan4, 한자음: 대북차참)은 대만 타이베이시 중정 구에 있는 철도역이다.

## 역 정보
- 주소: 타이완 타이베이시 중정 구

### 타이완 고속철도
- 승강장 구조: 2면 4선의 혼합식 승강장(쌍섬식 승강장)

지하2층
| 1、2 | 1A、1B | ■ 타이완 고속철도 | 쭤잉 방면 |
| 3、4 | 2A、2B | ■ 타이완 고속철도 | 난강 방면 |

### 타이완 철로 관리국
- 승강장 구조: 2면 4선의 혼합식 승강장(쌍섬식 승강장, 통과선 1선 있음)

지하2층
———————————————————
5 통과선
| 6、7 | 3A 플랫폼   | 타이중, 타이난, 가오슝, 핑둥, 차오저우 방면（완화）→ |
| 6、7 | 섬식 승강장 |                                                      |
| 6、7 | 3B 플랫폼   | 타이중, 타이난, 가오슝, 핑둥, 차오저우 방면（완화）→ |
| 8、9 | 4A 플랫폼   | ←치두, 지룽, 이란, 화롄, 타이둥 방면（쑹산）         |
| 8、9 | 섬식 승강장 |                                                      |
| 8、9 | 4B 플랫폼   | ←치두, 지룽, 이란, 화롄, 타이둥 방면（쑹산）         |

### 타이베이 첩운
| 지하 3층 | 3호 플랫폼  | ←타이베이 첩운 반난선 난강전람관방면（산다오쓰）             |
| 지하 3층 | 섬식 승강장 |                                                              |
| 지하 3층 | 4호 플랫폼  | 타이베이 첩운 반난선 딩푸/야둥병원방면（시먼）→              |
| 지하 4층 | 1호 플랫폼  | ←타이베이 첩운 단수이신이선 단수이/베이터우방면（중산）      |
| 지하 4층 | 섬식 승강장 |                                                              |
| 지하 4층 | 2호 플랫폼  | 타이베이 첩운 단수이신이선 샹산/다안방면（타이완대학병원）>→ |

## 역세권 정보
- 타이완 철로 관리국
- 중앙건강보험국 타이베이 분국
- 신콩 생명보험 빌딩
- 국부사적기념관

## 사진

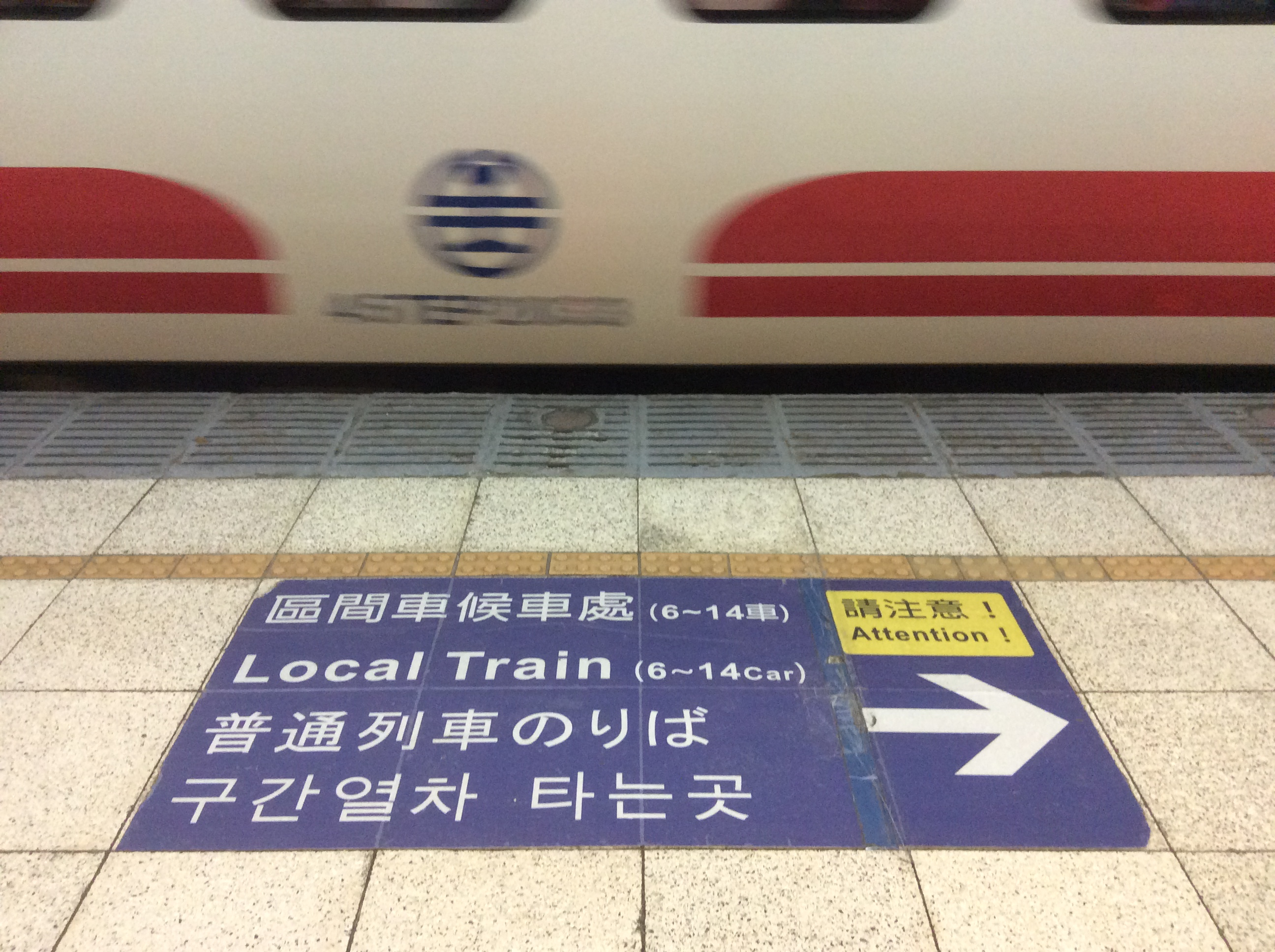
타이베이 역의 다국어 표시 (한국어ㆍ중국어ㆍ영어ㆍ일본어)
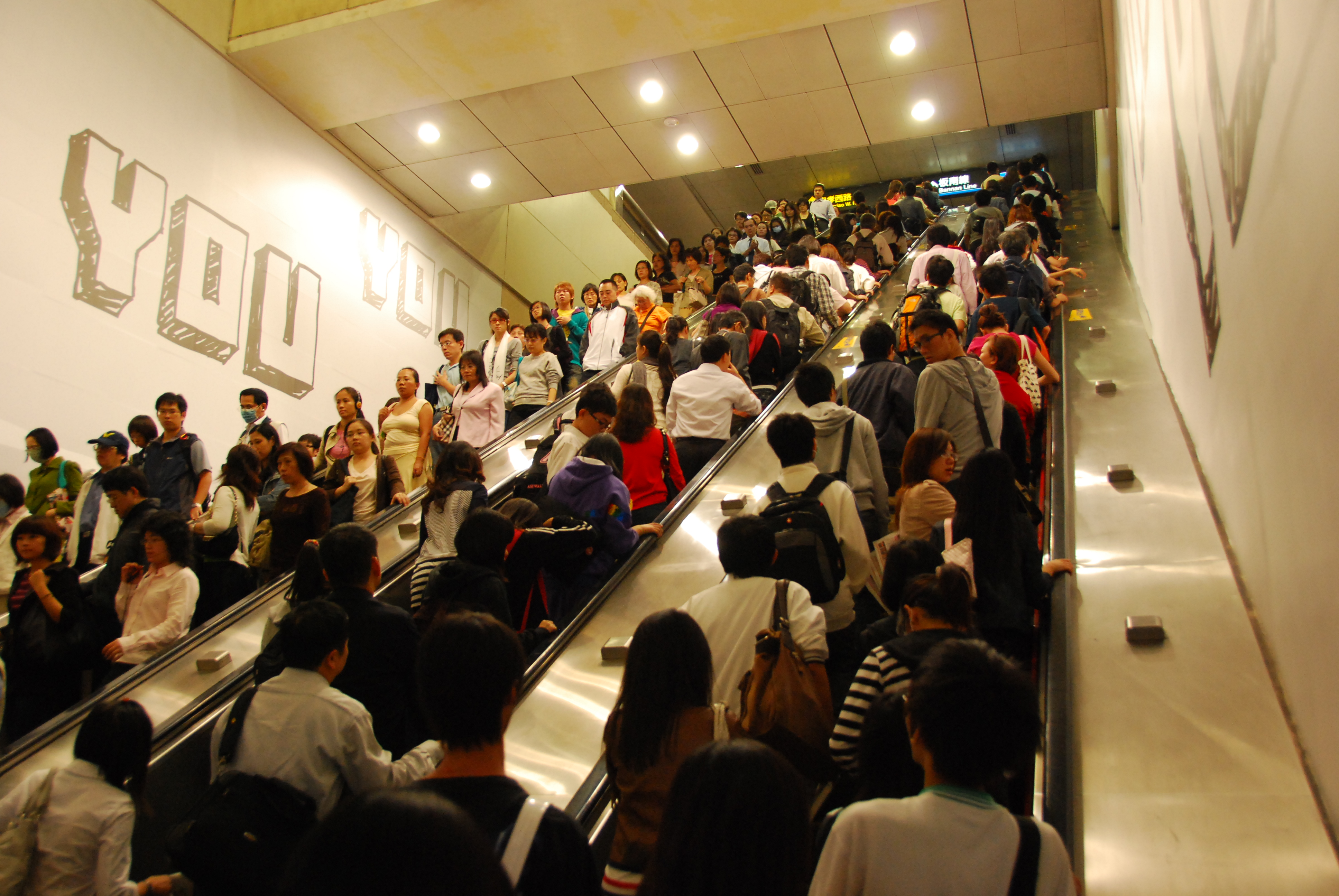
타이베이 역의 에스컬레이터
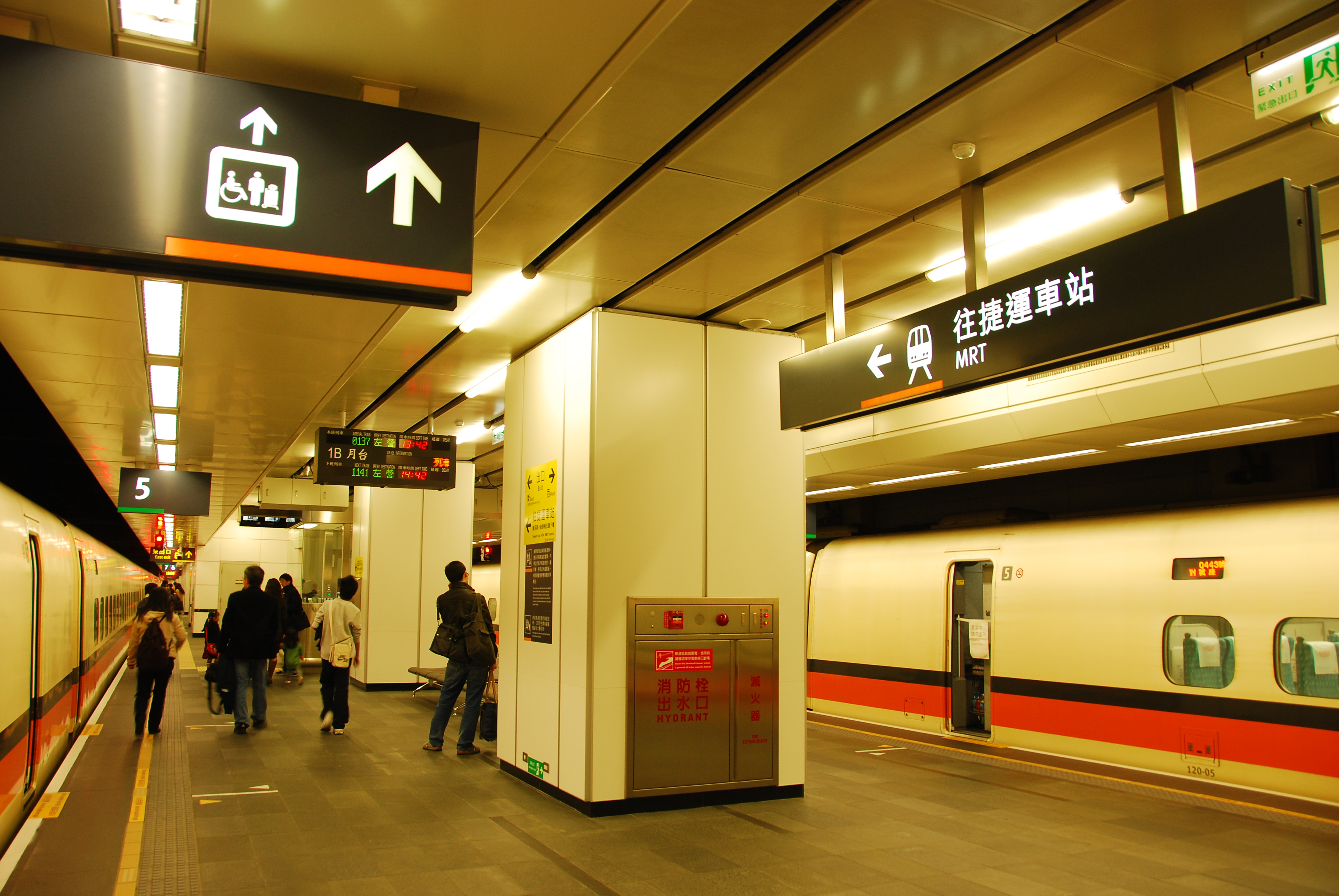
타이완 고속철도 타이베이 역의 남하 플랫폼

## 같이 보기
- 타이베이 첩운
- 타이베이시